# Seznam avstralskih nogometašev
Seznam avstralskih nogometašev.

## A
- Attila Abonyi
- Stan Ackerley
- Jim Adam
- Zeljko Adzic
- Paul Agostino
- Glenn Ahearn
- Alan Ainslie
- John Aloisi
- Ross Aloisi
- Adrian Alston
- Dean Anastasiadis
- John Anderson
- Zlatko Arambasic
- Walter Ardone
- Jim Armstrong
- Graham Arnold
- Francis Awaritefe

## B
- Ray Baartz
- Mark Babic
- Zeljko Babic
- Yakka Banovic
- Murray Barnes
- Graham Barnett
- Leo Baumgartner
- Stuart Baxter
- Richard Bell
- Col Bennett
- Andrew Bernal
- Arno Bertogna
- Brett Beves
- Paul Bilokapic
- Matthew Bingley
- Milan Blagojevic
- Steve Blair
- Con Blatsis
- Roy Blitz
- Archie Blue
- George Blues
- Ken Boden
- Clint Bolton
- Mark Bosnich
- Con Boutsianis
- Raphael Bove
- Peter Boyle
- Vic Bozanic
- Andy Bozikas
- Vlado Bozinovski
- Marco Bresciano
- Alex Brosque
- Doug Brown
- Greg Brown
- Rod Brown
- Mark Brusasco
- Branko Buljevic
- Jacob Burns
- Terry Butler
- Gary Byrne

## C
- Adrian Caceres
- Tim Cahill
- Steve Calderan
- Andrew Callanan
- Ricardo Campagna
- Ernie Campbell
- Jim Campbell
- Jim Cant
- Pablo Cardozo
- Nick Carle
- Paul Carter
- Luke Casserly
- Bob Catlin
- Alvin Ceccoli
- Scott Chipperfield
- George Christopoulos
- Todd Clarke
- Gary Cole
- Simon Colosimo
- Rene Colusso
- Billy Cook
- Steve Corica
- Ron Corry
- Angelo Costanzo
- John Coyne
- Sean Cranney
- Oscar Crino
- Martyn Crook
- Jason Culina
- Tommy Cumming
- Duncan Cummings
- Michael Curcija
- Colin Curran

## D
- Alan Davidson
- John Davies
- Fausto Deamicis
- Paul Degney
- Ted Delyster
- Jean-Paul Demarigny
- Mike Denton
- Bobby Despotovski
- Steve Dolan
- John Doyle
- Robbie Dunn
- Mehmet Durakovic

## E
- Terry Eaton
- Alistair Edwards
- Trevor Edwards
- Charlie Egan
- Ahmad Elrich
- Brett Emerton
- Robert Enes

## F
- Frank Farina
- John Filan
- Craig Foster
- Hayden Foxe
- Tony Franken
- Jim Fraser
- Peter Fuzes

## G
- Aytek Genc
- John Giacometti
- Sebastian Giampaolo
- Mike Gibson
- Ron Giles
- Rudolfo Gnavi
- Gerry Gomez
- Ian Gray
- Mike Grbevski
- Terry Greedy
- Vince Grella
- Joel Griffiths
- Brendan Grosse
- Glenn Gwynne

## H
- Troy Halpin
- George Haniotis
- David Harding
- George Harris
- Gary Hasler
- Tony Henderson
- Steve Herczeg
- Don Hodgson
- Bobby Hogg
- Steve Hogg
- Doug Holden
- Brett Holman
- Graham Honeyman
- Robert Hooker
- Matthew Horsley
- Steve Horvat
- Lou Hristodoulou
- Peter Hrncir
- Pat Hughes
- Alan Hunter
- Ian Hunter

## I
- Adauto Iglesias
- Ray Ilott
- Savro Iozelli
- John Ireson
- Sandy Irvine
- Lou Ivanoff
- Milan Ivanovic

## J
- Bruce James
- Mark Jankovics
- Karl Jaros
- Graham Jennings
- Richard Johnson
- Ian Johnston
- George Jolevski
- David Jones
- Mike Jurecki
- Ante Juric
- Frank Juric

## K
- Zeljko Kalac
- Chris Kalantzis
- Kris Kalifatidis
- John Karaspyros
- Peter Katholos
- Paul Kay
- Jason Kearton
- David Keddie
- George Keith
- Ross Kelly
- Harry Kewell
- Lorenz Kindtner
- Patrick Kisnorbo
- Andrew Koczka
- Steve Kokoska
- Henry Kolecki
- John Kosmina
- Mark Koussas
- Kaz Kowalec
- Eddie Krncevic
- Tony Krslovic
- George Kulcsar

## L
- Sean Lane
- Peter Laumets
- Ian Lawrie
- Stephen Laybutt
- Stan Lazaridis
- Grant Lee
- Peter Lewis
- John Little
- Ray Lloyd
- Dominic Longo
- Ron Lord
- Stuart Lovell
- David Lowe
- Goran Lozanovski

## M
- Jim Mackay
- Adrian Madaschi
- Alan Maher
- Jim Malloy
- Brad Maloney
- Gary Manuel
- John Markovski
- Alan Marnoch
- Gary Marocchi
- Andrew Marth
- Steve Mautone
- Steve Maxwell
- Tommy Mccoll
- Tom Mcculloch
- John Mcdonald
- Garry Mcdowall
- Willie Mcgrotty
- Jon Mckain
- Danny Mckinnon
- Hammy Mcmeechan
- Gary Meier
- Sergio Melta
- Gabriel Mendez
- Mike Micevski
- Frank Micic
- Robert Middleby
- Ljubo Milicevic
- Ante Milicic
- Jim Milisavljevic
- Scott Miller
- Branko Milosevic
- Richard Miranda
- David Mitchell
- Craig Moore
- Neville Morgan
- Damian Mori
- Ante Moric
- Bruce Morrow
- Neil Morson
- Danny Moulis
- Jim Muir
- Joe Mullen
- Kevin Mullen
- Agenor Muniz
- Ken Murphy
- Shaun Murphy
- Kevin Muscat

## N
- Zlatko Nastevski
- Lucas Neill
- Herbert Ninaus
- Alan Niven
- Eric Norman
- Jade North
- George Nuttall
- Bogdan Nyskohus
- John Nyskohus

## O
- Tommy Oar
- Phil O'Connor
- Steve O'Connor
- John O'Shea
- Mike O'Shea
- Zarko Odzakov
- Paul Okon
- Scott Ollerenshaw
- Peter Ollerton
- Jeff Olver
- Con Opasinis

## P
- Theo Paap
- Joe Palatsides
- Jim Patikas
- Jamie Paton
- Eric Pattison
- Jim Pearson
- John Perin
- Steve Perry
- Mike Petersen
- Andy Petterson
- Jason Petkovic
- Michael Petkovic
- Saso Petrovski
- Tony Pezzano
- Josip Picioane
- Ray Pocock
- Jason Polak
- Tom Pondeljak
- Tony Popovic
- Joel Porter
- Angie Postecoglou
- Ivo Prskalo

## Q
- Gary Quested

## R
- Peter Raskopoulos
- David Ratcliffe
- Rod Reid
- Jack Reilly
- Vic Reynolds
- Billy Rice
- Ray Richards
- Mendo Ristovski
- Nick Rizzo
- Joe Rizzotto
- John Roberts
- Alec Robertson
- Mark Robertson
- John Roche
- Bill Rogers
- Roger Romanowicz
- Jimmy Rooney
- Billy Rorke
- John Russell
- Willie Rutherford

## S
- Abbas Saad
- Barry Salisbury
- Wally Savor
- Manfred Schaefer
- Les Scheinflug
- Mark Schwarzer
- Theo Selemidis
- Joe Senkalski
- Peter Sharne
- Nigel Shepherd
- Hilton Silva
- John Simpson
- Josip Skoko
- Robbie Slater
- Geoff Sleight
- George Slifkas
- Marshall Soper
- Ian Souness
- John Spanos
- Warren Spink
- Joe Spiteri
- Tony Spyridakos
- Tommy Stankovic
- Mile Sterjovski
- John Stevenson
- Darren Stewart
- Russell Stewart
- Mita Stojanovic
- Peter Stone

## T
- Mark Talajic
- Kimon Taliadoros
- Jim Tansey
- Ernie Tapai
- David Tarka
- Fausto Tarquino
- Archie Thompson
- Michael Thwaite
- Danny Tiatto
- Alex Tobin
- Dave Todd
- Max Tolson
- Phil Traianedes
- Kris Trajanovski
- Robert Trajkovski
- Howard Tredinnick
- Peter Tredinnick
- Paul Trimboli
- Bryan Turner

## U
- Doug Utjesenovic

## V
- Dick Van Alphen
- Cliff Van Blerk
- Jason Van Blerk
- Gary Van Egmond
- Carl Veart
- Aurelio Vidmar
- Tony Vidmar
- Mark Viduka
- Max Vieri
- Charlie Villani
- Billy Vojtek

## W
- Paul Wade
- Danny Walsh
- Johnny Warren
- John Watkiss
- Joe Watson
- Kasey Wehrman
- Alan Westwater
- Robert Wheatley
- Gary Wilkins
- Luke Wilkshire
- Harry Williams
- Lindsay Wilson
- Peter Wilson
- Greg Woodhouse
- Brett Woods
- Matt Woods

## Y
- Dennis Yaager
- Charlie Yankos
- John Yzendoorn

## Z
- Robert Zabica
- Clayton Zane
- David Zdrilic
- Ned Zelic
- David Zeman
- Andrew Zinni